# Cyphopisthes szentivanyi
Cyphopisthes szentivanyi is een keversoort uit de familie Hybosoridae. De wetenschappelijke naam van de soort is voor het eerst geldig gepubliceerd in 1973 door Paulian.